# Хейст оп ден Берг
Хейст оп ден Берг (на нидерландски: Heist-op-den-Berg) е селище в Северна Белгия, окръг Мехелен на провинция Антверпен. Намира се на 15 km западно от град Мехелен. Населението му е около 38 500 души (2006).